# Museo Estatal del Tirol

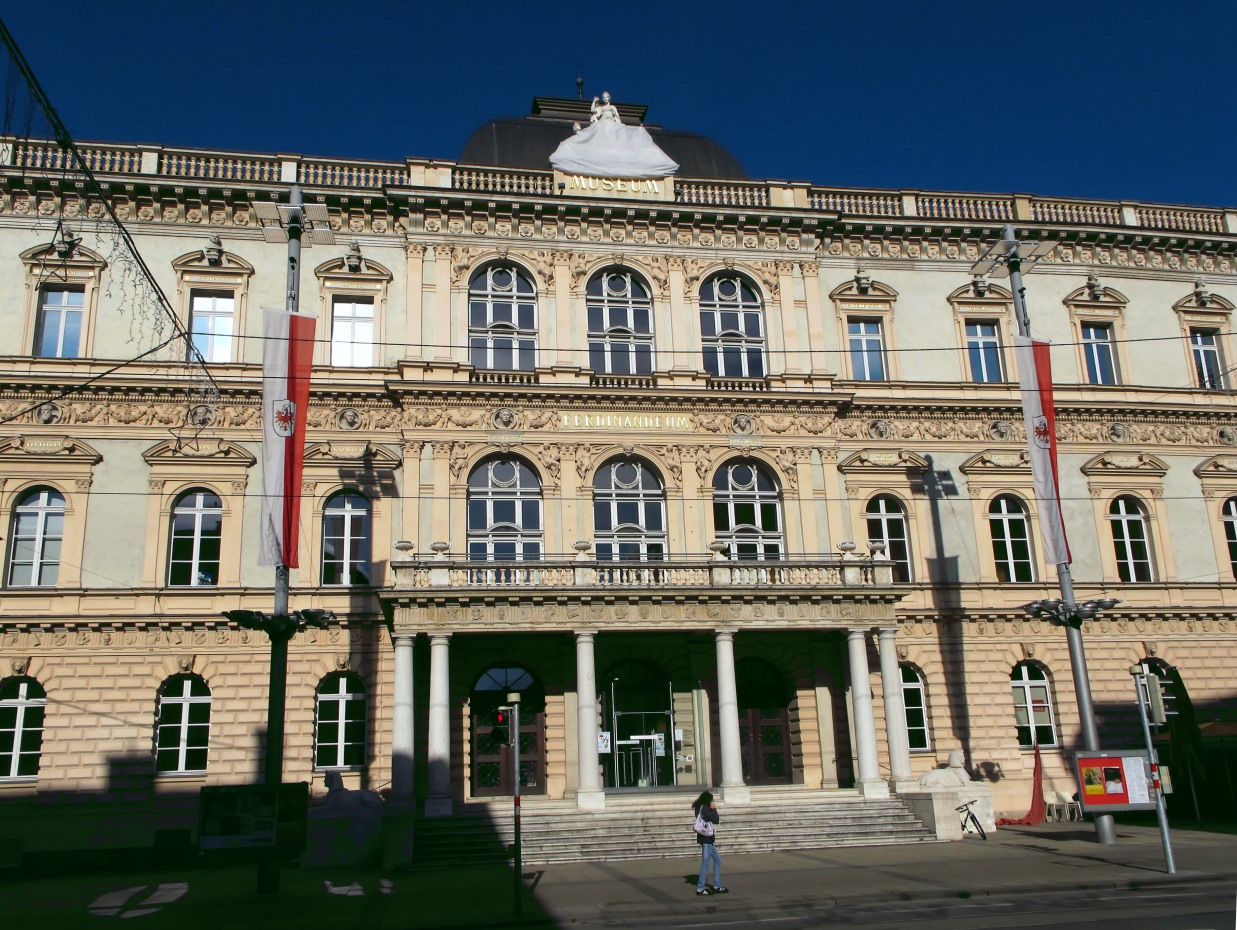
Ferdinandeum

El Museo Estatal del Tirol (en alemán Tiroler Landesmuseum), también llamado Ferdinandeum en honor al conde Fernando II del Tirol, (en alemán, Ferdinand) es un museo en Innsbruck, Austria. Fue fundado en 1823 por la Sociedad Museo Estatal del Tirol Ferdinandeum (Verein Tiroler Landesmuseum Ferdinandeum).
Desde 2007 ha sido una parte importante de los museos Estatales del Estado del Tirol (Tiroler Landesmuseen-Betriebsgesellschaft), el departamento que lleva la gestión del museo. Forma parte de un conjunto de museos en la ciudad de Innsbruck que también incluye el Museo de Arte Popular del Tirol, el Museo Kaiserschützen, la Capilla Imperial (Hofkirche) y el  Archivo Musical del Tirol (Tiroler Volksliedarchiv). Todos estos museos son gesionados por Wolfgang Meighörner, que es también el comisario del Ferdinandeum.
El edificio que alberga su sede principal fue renovado y ampliado en 2003.

## Colecciones
El  museo estatal del Tirol comprende siete colecciones. Además de lo expuesto en su sede principal, el Museo en la Armería (colección histórica y técnica de la historia cultural del Tirol) y la colección de historia natural también pertenece al Ferdinandeum.

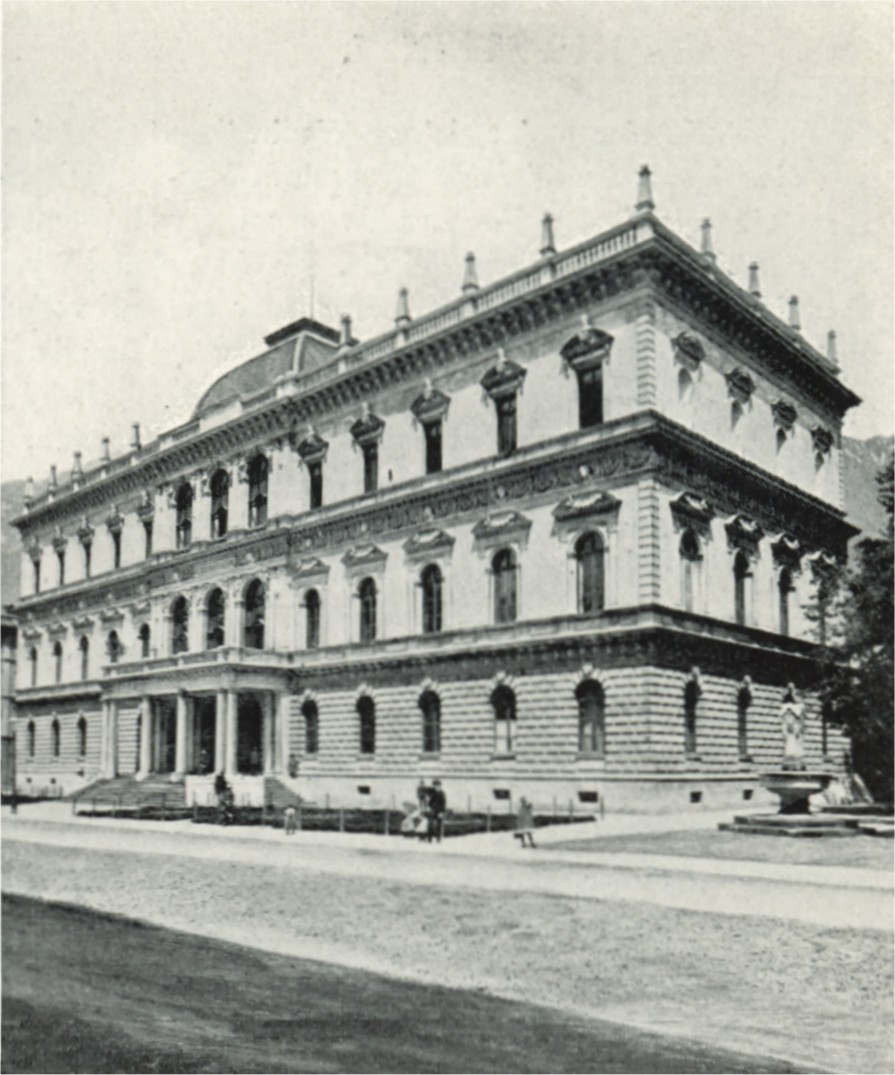
El Museo Estatal alrededor de 1898

Las colecciones principales expuestas en la sede del Ferdinandeum cubren:
- Historia desde tiempos prehistóricos a través de las épocas romanas y la Edad Media Temprana,
- Arte desde el románico y gótico hasta la época moderna
- La colección neerlandesa de instrumentos de música de Jakob Stainer,
- Obras de arte de Michael Pacher, Lucas Cranach el Viejo, Rembrandt, Joseph Anton Koch, Angelica Kauffmann, Franz Defregger y Albin Egger-Lienz.
- Una biblioteca cuyo énfasis principal es el Tirol

## Publicaciones
La actividad del museo ha sido documentada desde 2008 en el Anuario Científico del Museo Estatal del Tirol (Wissenschaftlichen Jahrbuch der Tiroler Landesmuseen). Es sucesor de publicaciones más antiguas como el Zeitschrift des Ferdinandeums für Tirol und Vorarlberg (1853–1920) y el  Veröffentlichungen des Museo Ferdinandeum (1921–2007).
Además el Ferdinandeum publica Tiroler Urkundenbuch, obra de referencia sobre fuentes históricas del Tirol medieval.

## Comisarios
- 1985–2005: Gert Ammann
- Desde 2007: Wolfgang Meighörner